# Miguelato

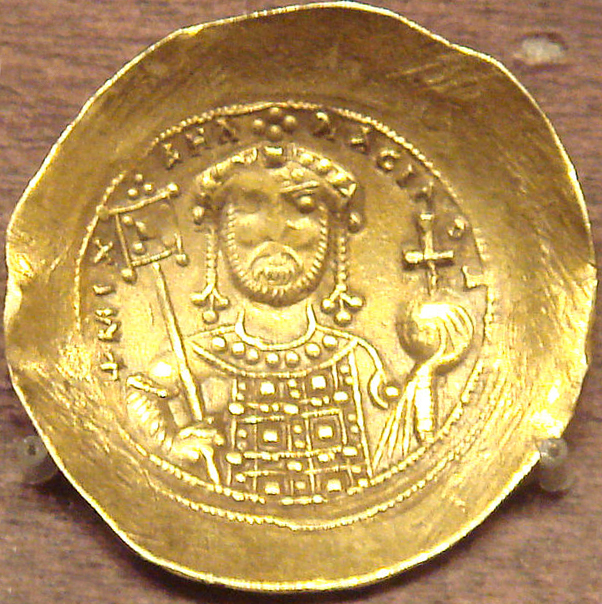
Miguelato de r.

Miguelato (em grego: νόμισμα μιχαηλᾶτον; romaniz.: michaelaton; lit. moeda de Miguel; em latim: michaelatus) foi um nome coloquial dado as moedas de ouro bizantinas (nomismas) cunhadas por qualquer imperador chamado Miguel. Em um sentido mais técnico, refere-se aos histamenos de ouro emitidos pelo imperador Miguel IV, o Paflagônio (r. 1034–1041) e, nas fontes do final do século XI e começo do século XII, aqueles do imperador Miguel VII Ducas (r. 1071–1078), cuja cunhagem de ouro foi a última a manter uma quantidade razoavelmente grande de ouro (16 quilates) antes da massiva desvalorização que seguiu sob seus sucessores. Esteve em amplo uso na Itália, especialmente no sul, pois foi virtualmente igual ao popular tari siciliano.